# جزيرة الشمشومية
جزيرة الشمشومية جزيرة عراقية وهي أحد الجزر المحيطة بشط العرب في البصرة جنوب العراق.

## المساحة
تبلغ مساحه الجزيرة 113 دونم.

## الموقع
تقع الجزيرة تحديدا جنوب جزيرة طويلة وتقابل نهر الأبله جنوب قضاء أبو الخصيب.